# Antonio A. Gómez Yebra
Antonio Agustín Gómez Yebra es un escritor de literatura infantil afincado en Málaga.

## Biografía

### Infancia
Nació en marzo de 1950 en Almoharín, un pueblo de la provincia de Cáceres pero pasó buena parte de su infancia afincado en tierras de Lugo (Galicia), Oviedo, Avilés (Asturias), San Sebastián (País Vasco).

### Estudios
Realizó su bachillerato en Salamanca y allí comenzó la carrera del magisterio acabándola en Málaga. Ejerció el magisterio desde 1967 a 1984 por Andalucía (Antequera), Cataluña (Caldas de Montbuy) y finalmente en  el curso 74/75 regresaría a Nerja (Málaga). Dedicó sus estudios superiores a la Literatura española (Letras Hispánicas) y defendió su tesis doctoral (1986) sobre el poeta Jorge Guillén.

### Trayectoria profesional
Ha sido Catedrático de Literatura Española en la Universidad de Málaga donde, en su calidad de Profesor Titular de Literatura Contemporánea ha desempeñado el cargo de Director del Departamento de Filología Española II y Teoría de la Literatura. Empezó a escribir  a la temprana edad de 16 años (1966) y no sólo ha dedicado una buena parte de su obra a los lectores más jóvenes sino que es autor también de más de  unos 50 ensayos, y un buen número de libros para un público adulto. Ha escrito cuentos, poesía, novela corta, teatro y ha recibido premios literarios y distinciones muy diversas. Es un especialista en la obra de Jorge Guillén y en otros muchos autores de la Generación del 27. Ha publicado poemas y cuentos en revistas de España e Hispanoamérica. 

¨Soy extremeño, vasco, asturiano, gallego, castellano, catalán, madrileño, canario, aragonés, mallorquín, levantino, andaluz.. Soy devorador de libros desde niño, y nunca me siento mejor que cuando me siento a leer. He leído de día y de noche. En cualquier lugar de la casa (sí, también en el baño), en el campo, en la playa, en el autobús, en el metro, en los aviones, en los trenes, en las estaciones y en los aeropuertos. Leo a diario, cualquier cosa impresa que caiga en mis manos, pero, sobre todo, libros. De Ciencias Naturales, de Arte, de Filosofía, de Religión… Y novelas, poemarios y libros de teatro. Soy Aries, pero Leo.¨
Antonio A. Gómez Yebra

La  producción literaria infantil y juvenil de Antonio A. Gómez Yebra complementa sus poemarios para adultos.

## Obra literaria[4]
| Libros Infantiles: 1. Algo de teatro infantil, ilustraciones de Paco Moreno, Málaga, Universidad, 1978 1ª, 1986 2ª. Bilbao, Paisaje 1986. 2. Travesuras poéticas, il. Guillermo Thode, Málaga, Universidad-Museo Diocesano, 1979 1ª, 1980 2ª, 1984 3ª. 3. Teoría y práctica de la expresión dramática infantil, Málaga, Instituto de Ciencias de la Educación, Universidad, 1982. Ilustraciones de Moreno Ortega. 4. Versos como niños, il. Julia Noguer, Ronda (Málaga), Hermandad Sagrada Familia, 1983, Madrid, Hiperión, 1995 1ª, 2001 2ª 5. Mi mejor amigo, il. Guillermo Thode, Málaga, Caja de Ahorros Provincial, 1983. 6. Pequeños poemas y cuentos, Málaga, Publicaciones de la Librería Anticuaria El Guadalhorce, 1985. Bilbao, Paisaje, 1986. 7. Animales poéticos, il. Julia Noguer, Madrid, Escuela Española, l987. 8. Aventuras con tito Paco, il. Pepe Carreiro, Zaragoza, Edelvives, 1988 1ª, 1989 2ª, 1991 3ª, 1992 4ª, 1993 5ª, 1993 6ª, 1994 7ª, 1995 8ª, 1997 9ª, 1998 10ª, 1999 11ª, 2001 12ª, 2001 13ª, 2002 14ª, 2003 15ª. Versión bizcaína: Osaba, Joseba, argaletan, argalena, Bizkaia, I.K.A , 1991. 9. Mario, Neta y la Nube Roja, Madrid, Escuela Española, 1988. 10. El Juicio de Salomón, Madrid, Escuela Española, 1989. 11. Muñeco de nieve, Madrid, Escuela Española, 1992. 12. Menuda poesía, il. Cristina Peláez, Málaga, Banda de Mar, 1994 1ª, 1994 2ª, 1995 3ª, 1996 4ª, 1998 5ª, 1999 6ª, 2001 7ª, 2002 8ª, 2003 9ª. 13. El quitamanchas, il. Estrella Fàges, Sevilla, Algaida, col. “El grillo de colores”, nº 1, 1994. 14. Un conejo en el armario, il. Estrella Fàges, Sevilla, Algaida, col. “El grillo de colores”, nº 2, 1994. 15. El devorador de libros, il. Estrella Fàges, Sevilla, Algaida, col. “El grillo de colores”, nº 3, l994. 16. Mario y Pillo, il. Estrella Fàges, Sevilla, Algaida, col. “El grillo de colores”, nº 4, 1994. 17. Un meteorito muy particular, il. Estrella Fàges, Sevilla, Algaida, col. “El grillo de colores”, nº 5, 1994. 18. Un gato verde y con chispa, il. Mª Cruz López Pintor, Zaragoza, Edelvives, 1994 1ª, 1995 2ª, 1996 3ª, 1996 4ª, 1996 5ª, 1997 6ª, 1999 7ª, 2000 8ª, 2003 9ª. 19. Las tres princesitas, il. Estrella Fàges, Sevilla, Algaida, col. “El grillo de colores”, nº 6, 1995. 20. La marimorena, il. Estrella Fàges, Sevilla, Algaida, col. “El grillo de colores”, nº 7, 1995. 21. Patatas fritas de bolsa, Sevilla, il. Estrella Fàges, Algaida, col. “El grillo de colores”, nº 8, 1995. 22. Katula y el bisonte blanco, Alicante, Epígono, 1997. 23. Adivinanzas de hoy, il. Cristina Peláez, Málaga, Ayuntamiento, 1997 (pero 1998). Ed. en sistema Braille en Madrid, Centro Bibliográfico y Cultural de la ONCE, 1998. 24. Sucedió en Belén, il. Cristina Peláez, Málaga, Diputación Provincial, 1998. 25. Teatro muy breve, Madrid, CCS, 1998 1ª, 2000 2ª. 26. A la pata coja, il. Cristina Peláez, Málaga, Ed. Sarriá, col. Leones nº 1, 1998. 27. Versos diversos, il. Cristina Peláez, Málaga, Diputación Provincial, 1998 1ª, 2001 2ª. 28. Dientes relucientes, il. Estrella Fàges, Sevilla, Algaida, col. “El grillo de colores”, nº 9, 1998. 29. Oreja de abeja, i “El grillo de colores”, nº 10, 1998l. Estrella Fàges, Sevilla, Algaida, col.. 30. Trío de monstruos, il. Estrella Fàges, Sevilla, Algaida, col. “El grillo de colores”, nº 11, 1998. 31. Los colores de Ángel, il. Margarita Menéndez, Madrid, SM, 1999 1ª; 1999 2ª; 2000 3ª; 2001 4ª, 2003 5ª. B., Círculo de Lectores, 2000 1ª, 2001 2ª. 32. Versos de pluma, Valladolid, Centro de Creación y Estudios “Jorge Guillén”, Diputación Provincial, Ayuntamiento, 1999. Málaga, Fundación Unicaja, 1999 (ed. completa). D.L. MA 978/1999. 33. Operación Marbella, il. Cristina Peláez, Málaga, Diputación Provincial, col. “Comarcas”, nº 1, 1999. 34. Guadalupe escupe el chupe, il. Alhambra García Caballero, Málaga, Ed. Sarriá, col. “Leones”, nº 10, 2000. 35. Adivina adivinanzas, (con Eduardo Soler), Madrid, Ed. SM, 2000 1ª, 2003 2ª. 36. Un gato verde más o menos, il. de Mª Cruz López Pintor, Zaragoza, Edelvives, col. Ala Delta nº 238, 2001. 37. Una aventura espacial, Madrid, Eds. del Laberinto, 2001, 2006. 38. Los versos de Noé, il. de Carles Arbat, Madrid, Hiperión, col. “Ajonjolí” nº 25, 2001. 39. Mi hermano y yo, il. de Estrella Fages, Sevilla, Algaida, col. “El grillo de colores” nº 12, 2001. 40. Música, maestra, il. de Estrella Fagés, Sevilla, Algaida, col. “El grillo de colores”, nº 13, 2001. 41. Los tiempos cambian, il. de Estrella Fagès, Sevilla, Algaida, col. “El grillo de colores” nº 14, 2001. 42. El cumpleaños de Shana-Taga, il. de Estrella Fagès, Sevilla, Algaida col. “El grillo de colores” nº 15, 2001. 43. Una vuelta por Málaga, il. de Cristina Peláez, Málaga, Ayuntamiento, 2002. 44. Adivinanzas de animales y plantas, il. de Carles Arbat, Archidona (Málaga), Ed. Aljibe, col. “Lectura.es”, nº 1, 2002. 45. 303 ¡Adivinan… Zas!, il. de Ana Hermoso, M., Ed. Laberinto, 2002. 46. El misterio de Flora, il. de Eugenio Ocaña, Málaga, Ed. Sarriá, col. “Leones”, nº 15, 2002. 47. Oro parece, il. de Violeta Monreal, M., Bruño, 2002 1ª, 2003 2ª. 48. Adivinanzas nuevas, Málaga, Diputación Provincial, col. “Caracol” nº 15, il. de Alicia Cañas, 2002 49. Poemas para niños. Antología. Málaga, Diputación Provincial, 2003. 50. Plata no es, il. de Violeta Monreal, Madrid, Bruño, 2003. 51. ¡Adiós al resfriado!, il. de Carles Arbat, Brosquil, Valencia, 2003. Adeu al refredat!, 52. Los poemas de pillo, il. de Sofia Balzola, publicado en 2004 por Ediciones SM. 53. Don Quijote cabalga entre versos , il. Juan Ramón Alonso, León, Everest, 2005. 54. El loro de Robinson , il. Cristina Peláez, León, Everest, 2006. 2; en AA.VV., Animalien ipuintx bat gauero, Bilbao, Aizkorri, 2010, págs. 57-80. 3; En AA.VV. Queremos cuentos, León, Everest, 2007, págs. 179-207. 4; En AA.VV., El gran libro de los cuentos para antes de dormir, tomo I, Everest, 2013, págs. 57-80. 55. Marcelo Spínola, un hombre de Dios , Málaga, Ed. Sarriá, 2006. 56. Aprendiendo a volar , il. Cristina Peláez, Diputación Provincial de Lugo, 2006. 57. Blanca por dentro, il. de Violeta Monreal, Madrid, Bruño, 2006. 58. La lámpara de Aladino, Il. Cesa Perelló, Valencia, Brosquil, 2006. 59. El bandido Zamarrilla, il. de Estrella Fagès, Málaga, Diario Sur-Fundación Málaga, 2006. 60. María Castaña, il. de Anikra, Málaga, Diario Sur-Fundación Málaga, 2006. 61. El Cristo de la Salud, il. de Estrella Fagès, Málaga, Diario Sur-Fundación Málaga, 2007. 62. El walí de Málaga, il. de Enrique Díaz, Málaga, Diario Sur-Fundación Málaga, 2007. 63. Proyecto piloto, il. de Natalia Resnik, Málaga Ed. Sarriá, 2007. 64. Verde por fuera, il. de Violeta Monreal, Madrid, Bruño, 2007. 65. De Celia a Madre Teresa, Málaga, ed. Sarriá, 2007. 66. Poemas de América, il. de Enrique Díaz, (introd.y selección) Málaga, Cedma, col. Caracol nº 31, 2007. 67. Queremos cuentos (con otros autores), León, Everest, 2007. 978-84-441-4572-3. Y en El gran libro de los cuentos de animales para antes de dormir, t. I, León, Everest, 2013. 68. Extremadura de la A a la Z, il. de Luisa Vera, León, Everest, 2008. 69. Homenaje a los niños de 1808 (con otros autores), M., Ediciones de la Torre, 2008. 70. Noche de miedo, il. de Violeta Monreal, M., Bruño, 2008. 71. Abecedario de Málaga, il. de Cristina Peláez, Málaga, Cedma, col. Caracol nº 36, 2009. 72. Corriendo por Sevilla, il. de Miguel Cerro Rico, Málaga, col. Mil y un cuentos, 2009. 73. Belén Poético, varios ilustradores. Editorial: Obra Social de Unicaja, 2009. 74. Mi amigo Listo, il. Estrella Fàges. Editorial: Algaida, Sevilla, 2010. 75. Travesuras, il. Estrella Fàges. Editorial: Algaida, Sevilla, 2010. 76. Niño mío, il. de José A. Martín Díaz, Servicio de Publicaciones de la Fundación Unicaja, 2012. 77. Francisco Villaespesa para niños y jóvenes, Madrid, Ediciones de la Torre, 2012. 78. Mi primer Gloria Fuertes, il. de Esther Gómez Madrid, M.,Anaya, 2013. 79. Gloria Fuertes, poeta para todos, il. de Esther Gómez Madrid, M., Anaya, 2013. 80. Fabulario, il. de Isabel Riera Torrent, Archidona (Málaga), Aljibe, 2013. 81. Con las botas puestas, il. de Jesús Aguado, M., Anaya. Col. “El duende verde”, nº 186, 2013. 82. Adivínalas, (303 nuevas adivinanzas), il. de Jack Mircala, M., Hiperión, 2013. 83. ¿Ojos, mano o pie? Adivina qué es, il. de Esther Pérez Cuadrado y Malena Fuentes Alzú, León, Everest, 2013. 2; Ulls, peu o má? Ho endevinarás?, il. de Esther Pérez-Cuadrado i Malena Fuentes Alzú, traducción de Ricard Bonmatí i Guidonet, B., Ed. Cadí, 2014. 3; Olhos, mao ou pé? Adivinha o que é, il. de Esther Pérez-Cuadrado e Malena Fuentes Alzú, traducción: Catarina Florindo, Río de Mouro (Portugal), Everest Ed., 2014. 84. Abecedario de Picasso, il. de Estrella Fàges. Málaga, Fundación Unicaja, 2014. 85. Abecedario pirata y otros poemas, il. de Patricia Simón, M., Ed. de la Torre, 2015. 86. Vampiros poéticos, il. Anita Kra. M., Ediciones de la Torre, 2017. 87. Antes de la fiesta, il. Fano, Málaga, Obra Social de Unicaja, 2017. 88. Fabulísimas, il. Cristina Peláez, Mérida, Editora Regional, 2017. 89. El maleficio de la princesa, il. de Jesús Aguado, Anaya, col. “El Duende Verde”, 2018. 90. Poemas navideños, Obra Social de Unicaja, 2018. 91. Adivinando, Madrid, Hiperión, 2019. 92. Poemas gamberros, y otros, no tanto, Madrid, Ediciones de la Torre, il. Cristina Peláez, 2019. |

| Libros para adultos: 1. Norvegicus, Málaga, Banda de Mar, 1981. 2. Carmen, Carminis, Málaga, Ed. Corona del Sur, Col. Azul y Tierra, 1987. 3. El color del silencio, Málaga, Publicaciones de la Antigua Librería El Guadalhorce, 1988. 4. Escorzos, Málaga, Chomu Colección, 1988. 5. Carmen, Carminis, ed. definitiva, Murcia, Universidad, 1991. 6. Los domingos de la venta y otros cuentos, Málaga, Universidad, 1994. 7. Desposorios de la Madre Petra, Málaga, Imagraf, 1994. 8. Tú eres Él, Málaga, Imagraf, 1994 (pero 1995). 9. 10 cuentos 10, Mérida, Junta Regional de Extremadura, 1997. 10. Escorzos, Málaga, Diputación Provincial, col. Puerta del Mar, nº 44, 1998. 11. XXV Sonetos de amor y una canción, Málaga, Imagraf, 2000. 12. Amor es casi todo, Málaga, Fundación Unicaja, 2002. 13. Amantes pensamientos, Córdoba, Publicaciones de Cajasur, col. Sandua, nº 93, 200 14. Pensando en ti , Málaga, AEDILE, 2006. 15. Amantes pensamientos, Salobreña, Alhulia, 2009. Libros de ensayo. Ediciones. 1. A Picasso, (sel., pról. y notas), Málaga, Librería Anticuaria “El Guadalhorce”, 1981. 2. Teoría y práctica de la expresión dramática infantil, Málaga, I.C.E., Universidad, 1982. 3. Jorge Guillén, Poemas malagueños, (sel., pról. y notas), Málaga, Diputación Provincial, 1983. 4. Jorge Guillén para niños, (sel., pról. y notas), M., Ediciones De la Torre, 1985. 5. Jorge Guillén, (en colaboración), B., Anthropos-Ministerio de Cultura, 1987. 6. Estudio métrico de (Final) de Jorge Guillén, Málaga, Caja de Ahorros Provincial, 1988. 7. La poesía malagueña como documento histórico: <>, Málaga, Diputación Provincial, 1988. 8. El niño-pícaro literario de los Siglos de Oro, B., Anthropos, l988. 9. Jorge Guillén, Sonetos completos, (sel., pról. y notas), Granada, A. Ubago Ed., 1988. 10. J. García Hortelano, Tormenta de verano, (ed., bibliografía y notas), M., Castalia, 1989. 11. E. Jardiel Poncela, Angelina o el honor de un brigadier. Usted tiene ojos de mujer fatal, (ed., bibliografía y notas), M., Castalia, l990 1, 1997 2. 84-7039-583-1. Y B., Edhasa (Castalia), 2012. 12. Aportes para la 13. bibliografía guilleniana, Palma de Mallorca, Anexos Caligrama, nº 2, 1991. 14. J. Ramón Jiménez, Platero y yo, (ed., bibliografía, notas, etc.), M., Castalia, col. Castalia Didáctica, núm. 30, l992. 15. Ramón Gómez de la Serna, Greguerías, (ed., introducción, bibliografía y notas), M., Castalia, col. Clásicos Castalia, l994. 16. Fernán Caballero, Genio e ingenio del pueblo andaluz, (ed., introducción, bibliografía selecta y notas), M., Castalia, col. Biblioteca de Escritoras, nº 42, 1995. 17. Antología de la generación del 27, (ed., introducción, bibliografía, notas, apéndices), M., Bruño, l995 1, 2000 2. 18. Los grandes poemas de <>, (ed., introducción y notas), M., Castalia, col. Clásicos Castalia, núm. 220, 1996. 19. Fernán Caballero, Memorias de un Mirlo Superior y Propagandista, (ed., intro., bibliografía y notas), Málaga, AEDILE, 1997. 20. Miguel Delibes, El príncipe destronado (intro. y bibliografía), B., Destino, col. CCC, nº 21, 1997. 21. Miguel Hernández, Antología poética, (ed., bibliografía, notas, etc.), M., Castalia, Col. Castalia Didáctica, nº 46, 1998. |

## Actividades
- Dirige o participa en numerosas conferencias[6] a lo largo de su extensa vida profesional desde los años 1979.

- Obtiene muchos premios[7] entre los que destaca el nombramiento como Escritor del año 2008 concedido por la Asociación Malagueña de Escritores.
- Publica decenas de artículos[8] en libros y revistas que ilustran su trayectoria investigadora en el mundo de las letras.
- Concede entrevistas.[9]